# Giulio Saturnino
Gaio Giulio Saturnino (in latino Gaius Iulius Saturninus; ... – Apamea, 281) è stato un usurpatore contro l'imperatore romano Marco Aurelio Probo.
Era di probabile origine africana; lo storico Zonara sostiene che fosse un moro e la Historia Augusta che fosse di origine gallica. Era amico dell'imperatore Marco Aurelio Probo.
Nel 279 circa era governatore della Siria; l'anno successivo Probo era ad Antiochia per controllare meglio la turbolenta frontiera orientale e i nemici persiani. Ma il deteriorarsi delle condizioni della frontiera occidentale dell'impero spinsero l'imperatore ad abbandonare l'Oriente e a tornare in Occidente. Nel 281, allora, Saturnino si ribellò all'imperatore, forse in quanto risentito di essere stato abbandonato, e indossò la porpora. Probo non dovette però intervenire, perché dopo poco tempo furono gli stessi soldati a uccidere Saturnino, probabilmente ad Apamea.
La Historia Augusta, un documento tardo-imperiale spesso considerato poco affidabile dagli storici moderni, racconta che fu l'imperatore Aureliano a porre Saturnino a capo delle province orientali, ordinandogli però di stare lontano dalla turbolenta provincia egiziana. Saturnino sarebbe andato comunque ad Alessandria d'Egitto, dove i cittadini l'avrebbero acclamato imperatore, ma il generale, temendo le conseguenze di tale gesto, sarebbe tornato di fretta in Palestina. Qui, però, avrebbe cambiato idea, assumendo la porpora. Probo avrebbe mandato una lettera a Saturnino, promettendogli il perdono se si fosse sottomesso, ma i soldati di Saturnino lo convinsero a diffidare della promessa del suo vecchio amico. Secondo la versione della Historia, Saturnino sarebbe stato catturato mentre si rifugiava in una roccaforte e ucciso da soldati mandati da Probo, ma contro il desiderio di Probo.